# Stephen Chow Sau-yan
Stephen Chow Sau-yan, S.J. (Hong Kong, 7 de agosto de 1959) (Chinês tradicional: 周守仁) é um cardeal chinês da Igreja Católica, bispo de Hong Kong.

## Biografia
Após seus estudos pré-universitários, ele obteve o bacharelado e mestrado em Psicologia pela Universidade de Minnesota, nos Estados Unidos. Ele então entrou na Companhia de Jesus em 27 de setembro de 1984.
De 1986 a 1988 concluiu seu noviciado e recebeu sua Licença em Filosofia na Irlanda, continuando seus estudos teológicos de 1988 a 1993 em Hong Kong. Foi ordenado padre pelo cardeal John Baptist Wu na catedral da Imaculada Conceição de Hong Kong, em 16 de julho de 1994. Na Universidade Loyola em Chicago, obteve o Mestrado em Desenvolvimento Organizacional (1993-1995) e na Universidade de Harvard em Boston (2000-2006) obteve o Doutorado em Desenvolvimento Humano e Psicologia (Ed.D.).
Ele pronunciou seus votos de fé em 17 de abril de 2007. Passou então a cumprir os seguintes encargos: desde 2007, Supervisor de duas faculdades jesuítas em Hong Kong e Wah Yan em Kowloon; Professor assistente honorário na Universidade de Hong Kong (2008-2015) e Formador jesuíta (2009-2017). Desde 2009, foi Presidente da Comissão de Educação da Província Jesuíta Chinesa e desde 2012 professor de Psicologia em tempo parcial no Seminário Diocesano Espírito Santo em Hong Kong; de 2012 a 2014 Membro do Conselho Presbiteral da Diocese de Hong Kong, de 2013 a 2017 Consultor Provincial e desde 2017 Membro do Conselho Diocesano de Educação.
Desde 1 de janeiro de 2018 é Provincial da Província chinesa da Companhia de Jesus e, desde 2020, Vice-secretário da Associação de Superiores Religiosos de Institutos Masculinos em Hong Kong.
Em 17 de maio de 2021, o Papa Francisco o nomeou como Bispo de Hong Kong. A ordenação episcopal ocorreu em 4 de dezembro de 2021, pelas mãos do cardeal John Tong Hon, bispo emérito de Hong Kong, coadjuvado por Joseph Zen Ze-kiun, S.D.B., bispo emérito de Hong Kong e por Joseph Ha Chi-shing, O.F.M., bispo auxiliar de Hong Kong.
Em 9 de julho de 2023, o Papa Francisco anunciou durante o Angelus que o criaria cardeal no Consistório de 30 de setembro de 2023. Recebeu o barrete vermelho e o titulus de São João Batista de La Salle.
Em 4 de outubro de 2023, foi nomeado membro do Dicastério para o Diálogo Inter-Religioso.